# David Iñigo
David Carmelo Iñigo – piłkarz argentyński, lewy obrońca, pomocnik.
W 1956 roku Iñigo, grający poprzednio w Tucumán, został graczem klubu San Lorenzo de Almagro - zadebiutował 12 sierpnia w bezbramkowym meczu przeciwko drużynie klubu Racing Club de Avellaneda.
Jako piłkarz klubu San Lorenzo wziął udział w turnieju Copa América 1957, gdzie Argentyna zdobyła mistrzostwo Ameryki Południowej. Iñigo zagrał tylko w meczu z Peru.
Iñigo razem z klubem San Lorenzo w 1959 roku zdobył tytuł mistrza Argentyny, dzięki czemu wziął udział w pierwszej edycji Pucharu Wyzwolicieli - w turnieju Copa Libertadores 1960, gdzie San Lorenzo dotarł do półfinału.
W San Lorenzo grał do 1962 roku - rozegrał w tym klubie 118 meczów. Iñigo karierę piłkarską zakończył w 1966 roku w klubie Chacarita Juniors. W lidze argentyńskiej rozegrał łącznie 262 mecze i zdobył 3 bramki.